# Derceno
En la mitología romana, Derceno es el nombre que recibe un antiguo rey de Laurento, antigua capital de los latinos.
Este rey es mencionado por Virgilio en el libro XI de su  Eneida : 

Al pie de un alto monte se alzaba, enorme, la tumba de Derceno, antiguo rey laurente, bajo un montón de tierra cubierta por umbrosa encina;
Virgilio, Eneida XI,849.